# (2471) Ultrajectum
(2471) Ultrajectum ist ein Asteroid des Hauptgürtels, der am 24. September 1960 vom niederländischen Forscherteam Cornelis Johannes van Houten, Ingrid van Houten-Groeneveld und Tom Gehrels im Rahmen des Palomar-Leiden-Surveys entdeckt wurde.
Seinen Namen erhielt der Asteroid nach der lateinischen Bezeichnung der niederländischen Stadt Utrecht.